# Christoph von Manteuffel

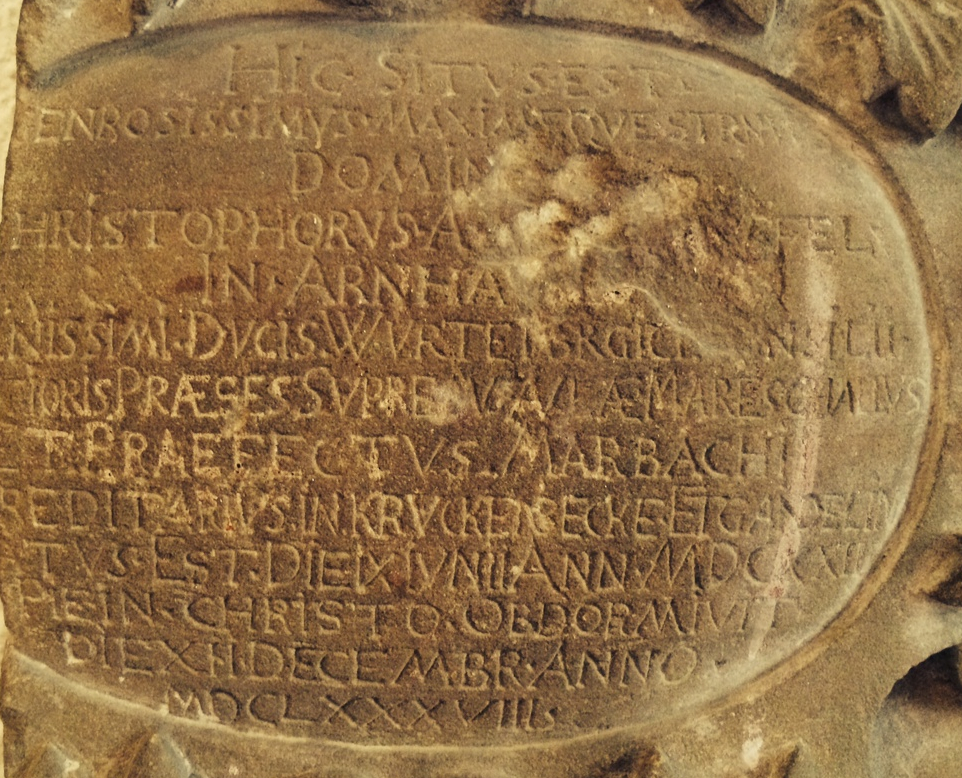
Grabinschrift des Christoph von Manteuffel zu Breuschwickersheim

Christoph von Manteuffel (* 9. Juni 1622 in Kolberg; † 12. Dezember 1688 in Straßburg) war Württembergischer Oberhofmarschall, Regimentrat-Direktor und Obervogt zu Marbach.

## Leben

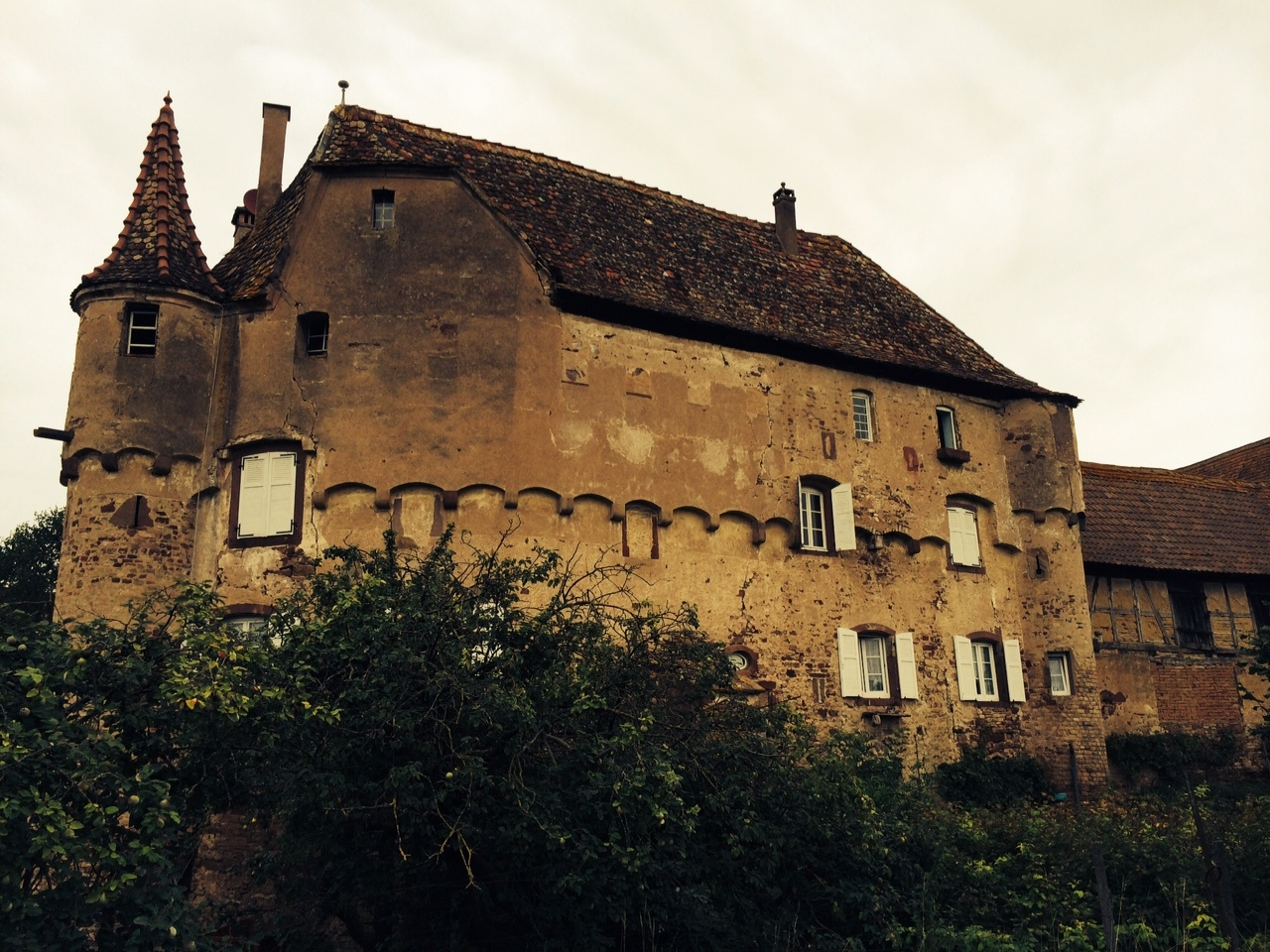
Schloss in Breuschwickersheim

Christoph von Manteuffel war Angehöriger der hinterpommerschen Adelsfamilie Manteuffel, Sohn des Henning von Manteuffel aus dem Hause Kerstin (* um 1595; † 15. September 1641), Fürstbischöflicher Kammerrat zu Kolberg, Erbherr auf Kruckenbeck sowie Gandelin und der Agnes von Blankenburg a. d. H. Moltow.
Wie viele adlige Sprößlinge seiner Zeit, genoss auch er anfangs Privatunterricht, bevor er das Gymnasium zu Kolberg besuchte. 1640 studierte er unter Aufsicht eines Hofmeisters an der Universität Greifswald. Nachdem sein Vater im Jahre 1641 verstorben war, setzte Christoph seine Studien in Königsberg fort, wo er sich auch am Hofe aufhielt. Trotz Widerstand seiner Familie begab er sich währenddessen drei Jahre auf Kavaliersreise nach Italien und Frankreich.
Anschließend übernahm er eine Stellung am Hof des Herzogs von Holstein Plön als Hofmeister. Manteuffel begleitete beide herzoglichen Söhne auf ihrer vierjährigen Reise durch Frankreich, Italien, Holland sowie deutsche Länder. Um weiterhin auf Reisen sein zu können, zog er weiter an den Hof des Eberhard von Württemberg und begab sich dort auf Reisen mit dem Erbprinzen Johann Friedrich nach England. In London verstarb der Erbprinz jedoch am 2. August 1659 unerwartet im Alter von 21 Jahren. Dieses Unglück prägte Manteuffel derartig, obwohl ohne jegliche Versäumnisse und Schuld von seiner Seite, dass er sich fortan nicht mehr auf Reisen begab und 1663 eine Ehe einging. Nach dem Tod seiner ersten Ehefrau ging er nach Straßburg, wo bereits seine Nichte Katharina Elisabeth von Wachholz ansässig war und in die Elsässische Patrizierfamilie Wurmser von Vendenheim einheiratete. Dort ehelichte Manteuffel 1671 Benigna Salome von Dettlingen, Tochter einer Elsässischen Adelsfamilie. Durch diese Heirat kam er unter anderem in den Besitz von Schloss und Dorf Breuschwickersheim. Unter Herzog Wilhelm Ludwig von Württemberg war Manteuffel der leitende Minister im Geheimen Rat. Nach dem unerwarteten Tod des Herzogs im Juni 1677 bestimmte Kaiser Leopold I. am 27. November 1677, dass Friedrich Karl von Württemberg-Winnental die Regentschaft als Herzog-Administrator für den noch unmündigen Erbprinzen Eberhard Ludwig übernehmen sollte. Der Herzog-Administrator erreichte die Entlassung des Freiherrn von Manteuffel aus württembergischen Diensten. Manteuffels Klage in dieser Sache beim Reichshofrat blieb wirkungslos.
Nachdem er sich immer wieder von Krankheiten erholte, starb er 1688 an einem Sonntagmorgen nach 9 Uhr nach beschwerlicher Krankheit (Brustsucht) in Straßburg. Am 15. Dezember 1688 wurde sein Leichnam aus Straßburg in die Kirche von Breuschwickersheim überführt, in der er beigesetzt wurde.

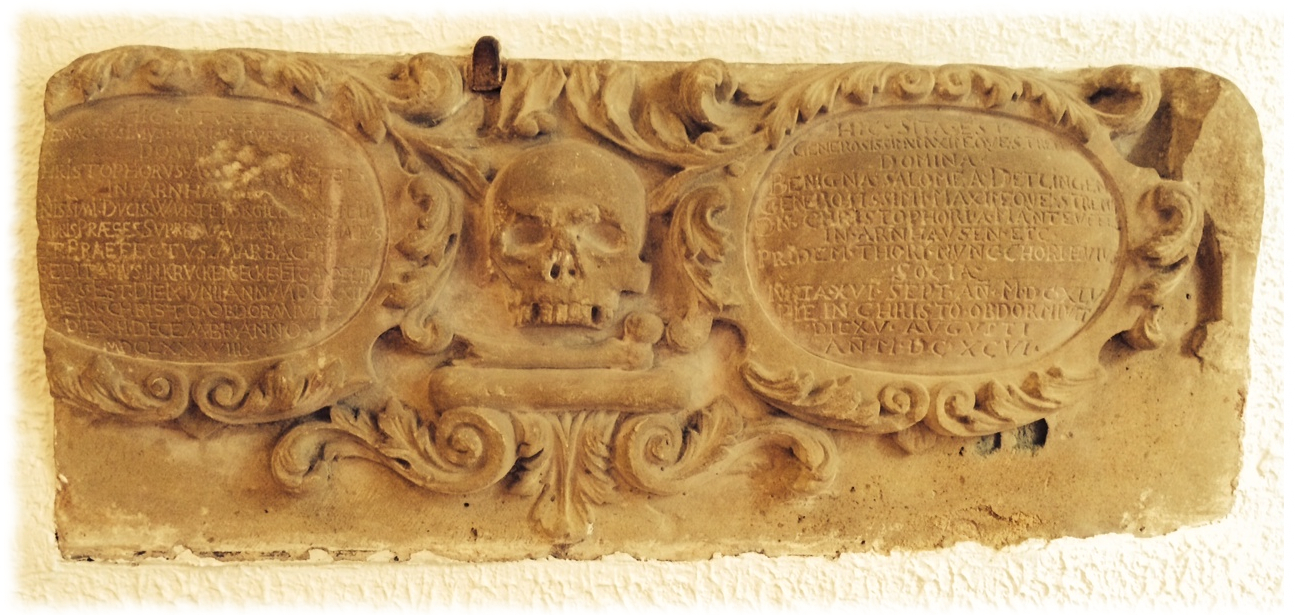
Grabmal des Christoph von Manteuffel und der Benigna von Dettlingen

## Familie
Christoph von Manteuffel vermählte sich
1. am 25. Oktober 1663 mit Anna Elisabeth von Schauenburg (* 1. Juli 1638 in Offenburg; † 6. Januar 1670 in Stuttgart), Tochter des Johann (Hans) Reinhard von Schauenburg bei Oberkirch im Renchtal. Die Ehe blieb kinderlos.
2. 1671 mit Benigna Salome von Dettlingen (~ 17. September 1645 in Straßburg, Neue Kirche; † 15. August 1696), Tochter des Meylach IV. von Dettlingen und der Clara Anna Simburg von Endigen. Bis auf eine tot geborene Tochter gingen aus der Ehe keine Kinder hervor. Deshalb erlosch mit dem Freiherrn Christoph von Manteuffel dessen Linie Kruckenbeck. Dessen Güter fielen an den nächsten Lehensvetter, Christoph Arnold von Manteuffel auf Kerstin.[3]